# Hammámet
el-Hammámet (arabul الحمامات; nyugati nyelvekre átírva gyakran: Hammamet) város Tunézia északkeleti részén. A Cap Bon-félsziget déli végén fekszik, a Nábul kormányzóságban, Tunisztól 60-70 km-re. Az azonos nevű kerület közigazgatási központja. 
A város a tengerpart mentén húzódik; két központja van: a régi városrész: "Medina Hammamet" és az új, az 1990-es években épült tengerparti rész: "Yasmine (Jázmin) Hammamet". Strandjainak köszönhetően népszerű hely, az ország egyik elsődleges turisztikai célpontja és üdülőhelye.

## Népessége
| 2014 | 97 579 |

## Története
Az 1. században Pupput település a mai Hammamet területén feküdt, amely a 2. században római gyarmattá vált. A település további történetéből csak néhány adat maradt fenn. 
A 13. században falakat építettek a település körül, a 15. században pedig Hammamet medináját. Spanyol, majd török uralom alá került.
A modern korban üdülőhely lett és 20. század elején a hely már népszerű volt. A svájci festőt, Paul Klee-t 1914-es látogatása során elkápráztatta a varázsa és megörökítette a város látványát a mecsettel együtt. Az 1920-as évek végén egy román milliárdos, George Sebastian fedezte fel a helyet és egy álomvillát építtetett ide. A II. világháború után alkalmanként a város olyan rangos vendégeket fogadott, mint Bettino Craxi, Sophia Loren, Adamo vagy Frédéric Mitterrand. Igazi kozmopolita várossá vált.

## Látnivalók
Fő látnivalók: 
- Medina (óváros)

Keskeny és kanyargós utcák, jól megőrzött, hagyományos építészettel. A kerület két legfontosabb épülete a Nagy-mecset és a Szidi Abdel Kader-mecset, amelyek egymással szomszédosak. A Nagy-mecset a 15. században épült, 1972-ben restaurálták. Minaretje az iszlám építészet különösen szép példája. A Szidi Abdel Kader mecset 1798-ban épült, és ma medreszeként (iszlám iskola) működik. 
- A tengerpart

Sokak számára a strand a fő attrakció, ahol idejük nagy részét töltik. A város fehér homokos, fő strandja a medinától délnyugatra húzódik a kikötőig.
- Hammamet Kulturális Központ (Villa Sebastian)

George Sebastian, a román milliárdos az épületet az 1920-as évek végén építette. Minden nap nyitva áll a látogatók előtt, akik bejárhatják és megcsodálhatják, valamint megnézhetik a helyszínen rendezett kortárs, kis művészeti kiállításokat. A gyönyörű villakertekben minden júliusban és augusztusban megrendezésre kerül a Hammamet Nemzetközi Zenei és Dráma Fesztivál, Hammamet legnagyobb éves rendezvénye. 
- A kaszba

A 13. századi hammameti kaszba (erőd) nem olyan jól megőrzött vagy lenyűgöző, mint a szúszai kaszba, de érdemes megnézni. 